# Андерсън (река)
Вижте пояснителната страница за други значения на Андерсън.
Андерсън (на английски: Anderson River) е река в северозападна Канада, Северозападни територии, вливаща се в залива Ливърпул на море Бофорт, Северния ледовит океан. Дължината ѝ от 692 km ѝ отрежда 42-ро място сред реките на Канада.
Река Андерсън изтича от западния ъгъл на езерото Килекале, разположгено на 28 км на север-северозапад от Голямото Мече езеро, на 66°38′50″ с. ш. 124°08′12″ з. д. / 66.647222° с. ш. 124.136667° з. д., на 293 м н.в. Насочва се на север, а след това на североизток, като в този участък преминава през няколко каньона, най-величествен от които е Фалкон (6 км, до 40 м височина) и приема от ляво няколко малки реки, дрениращи групата езера Буа, Колвил, Бело, Обри, Монуар и други по-малки. След като приеме отдясно река Тадене, изтичаща от близкото езеро Тадене, Андерсън завива на запад-югозапад, след около 140 км приема от ляво най-големия си приток река Карнуот, рязко завива на север и се влива чрез обширна делта в залива Ливърпул на море Бофорт, Северния ледовит океан.
Многогодишният среден дебит на реката в устието ѝ е 142 m3/s. Максималният отток е през юни, а минималният през април. Подхранването на реката е предимно снегово. От октомври до април реката е скована от ледена покривка.
Реката е кръстена в чест на Джеймс Андерсън, един от шефовете на английската компания „Хъдсън Бей“ през 19 век, търгуваща с ценни животински кожи.